# Gnamptogenys semiferox
Gnamptogenys semiferox är en myrart som beskrevs av Brown 1958. Gnamptogenys semiferox ingår i släktet Gnamptogenys och familjen myror. Inga underarter finns listade i Catalogue of Life.